# Geophis bellus
Geophis bellus är en ormart som beskrevs av Myers 2003. Geophis bellus ingår i släktet Geophis och familjen snokar. Inga underarter finns listade i Catalogue of Life.
Arten förekommer i låga bergstrakter i Panama. Utbredningsområdet ligger 600 till 800 meter över havet. Honor lägger ägg. Habitatet är städsegröna skogar.
Exemplar hittades nära en nationalpark. Det är inget känt om populationens storlek och möjliga hot. IUCN listar arten med kunskapsbrist (DD).